# ジョン・ラミレス
ジョン・スティーブ・ラミレス（John Steve Ramírez、1996年5月20日 - ）は、アメリカ合衆国のプロボクサー。カリフォルニア州ロサンゼルス出身。通称スクラッピー・ラミレス。

## 来歴
2022年5月14日、カリフォルニア州オンタリオのトヨタ・アリーナでファン・サルバティエラとNABA北米スーパーフライ級王座決定戦を行い、初回2分25秒KO勝ちを収め王座を獲得した。
2022年12月26日、WBAはWBA世界スーパーフライ級2位のラミレスと元WBA世界フライ級暫定王者でWBA世界スーパーフライ級3位のヨーッモンコン・ウォー・センテープとの間で挑戦者決定戦の交渉を発令したが、ヨーッモンコンが拒否した為実現しなかった。
2023年9月22日、ゴールデンボーイ・プロモーションズと契約を延長した。
2023年10月21日、カリフォルニア州イングルウッドのキア・フォーラムでWBA世界スーパーフライ級13位のロナル・バティスタとWBA世界スーパーフライ級挑戦者決定戦を行い、4回2分33秒KO勝ちを収め井岡一翔への挑戦権を獲得した。
2024年1月13日、WBAはWBA世界スーパーフライ級王者井岡とWBA世界スーパーフライ級1位のラミレスに対して指名試合を行うように指令を出した。
2024年4月20日、ニューヨークのバークレイズ・センターで井岡の2団体王座統一戦実施に伴うWBA世界スーパーフライ級暫定王座決定戦を1階級下のWBC世界フライ級1位のデビッド・ヒメネスと行い、12回0-3（111-117×2、112-116）の判定負けでプロ初黒星、王座獲得に失敗した。

## 獲得タイトル
- NABA北米スーパーフライ級王座